# Carlos Castillo Armas
Carlos Castillo Armas (4 de novembro de 1914 – 26 de julho de 1957) foi um oficial militar e político guatemalteca. Após tomar o poder em um golpe de estado, ele serviu como Presidente da Guatemala de 1954 a 1957. Era membro do partido conservador Movimento de Libertação Nacional (MLN) e governou seu país de forma autoritária, com apoio próximo dos Estados Unidos.
Filho "ilegítimo" de um fazendeiro, Castillo Armas foi educado numa academia militar. Foi um protegido do coronel Francisco Javier Arana, se juntando as forças dele em 1944 num levante contra o presidente Federico Ponce Vaides. Isso começou a Revolução Guatemalteca e introduziu a democracia representativa no país. Após a queda de Vaides, Castillo foi promovido a tenente-coronel, se juntando ao Estado-maior, e se tornou diretor da academia militar. Arana e Castillo Armas se opuseram ao novo governo do presidente Juan José Arévalo; após uma nova tentativa de golpe por Arana, em 1949, Castillo foi mandado para o exílio em Honduras. Buscando apoio para uma nova revolta, ele chamou a atenção da Central Intelligence Agency (CIA), a agência de inteligência dos Estados Unidos. Em 1950, ocorreu outra tentativa de golpe na Cidade da Guatemala, com Castillo tendo que escapar novamente para Honduras. Influenciado pelo medo do comunismo no meio da Guerra Fria e sob pressão de empresas como a United Fruit Company, em 1952, o presidente Harry Truman autorizou a Operação PBFORTUNE, um complô para derrubar o governo esquerdista de Jacobo Árbenz. Castillo Armas deveria liderar o golpe, mas o plano foi abandonado e revisado pelo novo presidente americano Dwight D. Eisenhower em 1953.
Em junho de 1954, um novo golpe de estado aconteceu, desta vez mais bem sucedido. Com apoio logístico e de inteligência dos Estados Unidos, Castillo Armas liderou um grupo de 480 soldados, treinados pela CIA. Apesar de contratempos, o apoio estadunidense aos rebeles garantiu o suporte do exército guatemalteca e o presidente Árbenz teve que renunciar, em 27 de junho. Uma série de juntas militares assumiram o poder brevemente até que Castillo Armas assumiu a presidência com poderes totais em 7 de julho. Castillo consolidou sua posição em outubro de 1954 numa eleição, onde concorreu sozinho; seu partido também concorreu sem oposição nas eleições para o congresso. A reforma agrária implementada por Árbenz foi quase que inteiramente revertida, com o governo Castillo confiscando terras de pequenos fazendeiros e as entregando aos grandes latifundiários. Ele também perseguiu sindicalistas, organizações camponesas e opositores, prendendo e matando vários dissidentes. Ele criou o Comitê Nacional de Defesa contra o Comunismo, que investigou mais de 70 000 pessoas, mais tarde investigando aproximadamente mais de 10% da população sob suspeita de simpatia com o comunismo.
O autoritarismo do governo de Castillo Armas fez aumentar a resistência interna, com o governo dele culpando os comunistas pelas crises. O regime de Castillo, impregnado de corrupção e lidando com uma forte crise econômica, foi ficando mais e mais dependente do auxílio dos Estados Unidos. Em 1957, Castillo Armas acabou sendo assassinado por um guarda do palácio presidencial que simpatizava com a esquerda. A Guatemala foi governada então por uma série de juntas militares autoritárias, ainda com apoio dos estadunidenses. Sua morte deu novo ânimo aos movimentos esquerdistas, forçando respostas do governo militar e culminando numa violenta guerra civil (1960-1996). Para os Estados Unidos, a ascensão e queda de Castillo causou um efeito contrário ao que eles pretendiam, com a Guatemala se mergulhando numa grave crise e longo conflito interno, desestabilizando o país por décadas. Sob o governo de Carlos Castillo Armas, a economia da Guatemala encolheu e a corrupção se espalhou pelas instituições políticas.